# 瀧本瞳
瀧本瞳（日语：／ Takimoto Hitomi，1976年10月16日—），日本女歌手。Colons和Kirarin Girl's的成員。出身於神奈川縣橫濱市。Blossom Entertainment（Hirata Office系列）所屬
畢業於洗足學園音樂大學聲樂系第29期。自2006年起，她也擔任母校洗足學園音樂大學音樂課程的講師。

## 概要
瀧本瞳從小學開始就出演《安妮》等音樂劇。
1994年，她獲得日本古倫美亞第5屆動畫歌手大賽大獎。隔年，她以《將微笑獻給你》（東京電視台系列動畫片尾曲《鬼神童子ZENKI》片尾主題曲）（給你一個微笑）作為歌手出道。
之後，她出現在NHK-BS的《Nico Nico Punga來了！》中，擔任「Goo Choco Lantan來了！」及「Monoran Monoran來了！」等音樂會的唱歌大姐姐，同時在2003年至2006年期間擔任樂團「Everyday≦Sunday」的主唱。
2020年5月28日上午，她生下了第一個孩子，是一個女兒。

## 代表歌曲
- 將微笑獻給你（《鬼神童子ZENKI》片尾曲）
- （《飛天少女豬》）
- 放學後（《水色時代》角色歌曲）
- BE MY FRIENDS（《一個人也可以Mon！（日语：ひとりでできるもん!）》第1期）
- （《一個人也可以Mon！》第4期片頭曲）
- 夢幻森林（日语：夢見る森）（NHK《大家的歌（日语：みんなのうた）》1996年2月、3月）
- （《我愛美樂蒂》片頭曲的古倫美亞版翻唱歌曲）
- （《無家可歸的孩子蕾米》片尾曲的古倫美亞版翻唱歌曲）

## 演員事業
- （1983年，初次舞台公演）
- 安妮（日语：アニー）
  - 1986年版（1986年）—飾 波莉
  - 1992年版（1992年）—飾 茱莉
  - 1996年版（1996年）—飾 葛雷絲
- PLANET 3（1991年）—飾 大海
- 清秀佳人
  - 1992年、1995年版（1992年、1995年）—飾 安妮
- Gang（1996年）—飾 蘭蘭
- 秦建日子Produce公演Vol.13「Pain」（2011年9月）
- Score

## 電視演出
- Nico Nico Punga來了！（日语：にこにこぷんがやってきた!）（唱歌大姐姐（日语：うたのおねえさん））

## 廣播節目演出
- 山野智子的Smiling Paradise！（AM神戶，主持人）
- SNOWLETS（TBS、SBC長野奧林匹克節目，主持人）

## 外部連結
- 瀧本瞳｜Blossom Entertainment （页面存档备份，存于） （日語）
- 瀧本瞳Official Blog「Everyday≦Sunday」 （页面存档备份，存于） （日語）—瀧本瞳的官方個人部落格（2009年7月—）。
- 瀧本瞳的X（前Twitter） （日語）
- Everyday≦Sunday公式官網，存于 （日語）
- 洗足學園音樂大學 講師介紹 （日語）